# Пјеве ди Боно
Пјеве ди Боно (итал. Pieve di Bono) је насеље у Италији у округу Тренто, региону Трентино-Јужни Тирол.
Према процени из 2011. у насељу је живело 1396 становника. Насеље се налази на надморској висини од 539 м.

## Становништво
Према резултатима пописа становништва 2011. у општини је живело 1.331 становника.
| 1931. | 1936. | 1951. | 1961. | 1971. | 1981. | 1991. | 2001. | 2011. |
| ----- | ----- | ----- | ----- | ----- | ----- | ----- | ----- | ----- |
| 1.388 | 1.289 | 1.315 | 1.478 | 1.438 | 1.449 | 1.413 | 1.396 | 1.331 |